# Adolf Billen
Adolf Billen (* 17. Juni 1911 in Kaschenbach; † 11. August 1979 in Bitburg) war ein deutscher Politiker der CDU.

## Leben
Billen wuchs auf dem elterlichen Hof mit einer alten Brennerei in Kaschenbach auf. Er besuchte 1917 bis 1924 die Volksschule, 1924 bis 1927 die Handelsschule und 1927 bis 1928 eine Schule in Belgien und die Landwirtschaftsschule in Bitburg und erlernte den Beruf des Landwirtschaftsmeisters und übernahm 1947 den Hof. Am 15. August 1937 beantragte er die Aufnahme in die NSDAP und wurde rückwirkend zum 1. Mai desselben Jahres aufgenommen (Mitgliedsnummer 4.709.887). Zwischenzeitlich nahm er 1941 bis 1945 am Zweiten Weltkrieg teil und geriet danach in amerikanische Kriegsgefangenschaft. Von 1947 bis 1961 hatte er den Vorsitz des Glanviehzüchterverbandes sowie weitere Tätigkeiten in unterschiedlichen Berufsverbänden inne. Den Hof leitete er bis 1971; dieser wird seitdem von seinen beiden Söhnen weitergeführt. Von 1975 an war Billen als ehrenamtlicher Richter am Bundesgerichtshof tätig.

### Politik
Nach dem Krieg ging Billen in die Politik. Ab 1951 war er Mitglied der CDU. Schon zuvor gehörte er dem Gemeinderat seiner Heimatgemeinde Kaschenbach, in der er auch als Bürgermeister amtierte, und dem Amtsrat in Wolsfeld an. 1960 wurde er zum zweiten Kreisdeputierten des Landkreises Bitburg ernannt, 1964 stieg er zum ersten Kreisdeputierten auf, das Amt führte er später auch im Landkreis Bitburg-Prüm bis zu seinem Tode aus. Von 1951 bis 1971 gehörte er dem Landtag von Rheinland-Pfalz an. Dort hatte er ab 1968 bis zu seinem Ausscheiden den Vorsitz des agrarpolitischen Ausschusses inne. Auch setzte er sich für den Wiederaufbau und die wirtschaftliche Entwicklung in seiner Heimatregion ein. 1959 war er Mitglied der 3. Bundesversammlung.

### Familie
Billen war von 1948 an mit Anneliese geb. Wollscheid verheiratet. Er war Vater von drei Mädchen und zwei Jungen. Sein Sohn Michael Billen wurde später ebenfalls Landtagsabgeordneter, dessen Bruder Johannes ist heute Ortsbürgermeister von Kaschenbach.

### Ehrungen
Unvollständige Liste
- Bundesverdienstkreuz 1. Klasse (18. Mai 1967)[2]
- Ökonomierat (1976)